# رحلة (كتاب)
كتاب رحلة هو مذكرات توني بلير عن فترة توليه منصب رئيس وزراء المملكة المتحدة حيث نُشر هذا الكتاب بتاريخ الأول من أيلول/سبتمبر 2010م. ويشمل هذا الكتاب الأحداث بدءًا من تولي بلير زعامة حزب العمال في عام 1994م، ودوره في تحويل الحزب إلى حزب العمال الجديد، بالإضافة إلى الرقم القياسي لتوليه إدارة الحزب ثلاث مرات متتالية، حتى استقالته وتعيينه رئيسًا للوزراء وحل محله جوردون براون، وزير الخزانة البريطاني. كما تبرع بلير بمبلغ تصل قيمته 4.6 مليون جنيه استرليني مقدم مخصصاته الملكية، بالإضافة إلى كل مخصصاته الملكية التالية إلى القوات المسلحة البريطانية أو مايعرف باسم الفيلق الملكي البريطاني. وأصبحت سيرته الذاتية هي الأسرع مبيعًا في كل العصور ضمن سلسلة مكتبة ووترستونز. كما أتسمت الأحداث الترويجية لها باحتجاجات مناهضة للحرب.
ومن الموضوعات الرئيسة في الكتاب القلق في علاقة كل من بلير وبراون عقب زعم بلير تراجعه عن الاتفاق المبرم بين الطرفين عام 1994م بشأن التنحي عن منصبُه رئيسًا للوزراء في وقتٍ سابق لأوانه، علاوة على قراره المثير للجدل بشأن المشاركة في غزو العراق عام 2003م. كما يناقش بلير أيضاً مستقبل العمل عقب الانتخابات العامة لعام 2010م، وعلاقاته مع الأسرة الحاكمة، وكيف إنه أصبح يحترم الرئيس جورج دبليو بوش. كانت التعليقات على الكتاب متابينة؛ حيثُ انتقد البعض أسلوب بلير في الكتابة، لكن وصفها البعض الآخر بأنها صريحة.
وورد بالتقارير أن جوردون براون كان مستاءً بشأن تصريحات بلير عنه، بينما اقترح ديفيد رنسيمان من جريدة ذا لندن ريفيو أوف بووكس إن هناك أجزاء من علاقة بلير المضطربة مع المستشارة التي لم تذكر في كتابه رحلة. وذكَرَ اليستير دارلينج سياسي من حزب العمال إن الكتاب يوضح كيف يمكن تغيير البلد للأفضل عندما يكون لدى الحكومة هدفًا معلنًا، في حين أن اقترح المستمع النيوزيلندي الجديد أن بلير ومعاصريه ساعدوا بدورهم على تدوين مرثية لحزب العمال الجديد. وكان رد فعل بعض عائلات الجنود والنساء الذين قتلوا في العراق بغضب، بالإضافة إلى أحد المعلقين المناهضين للحرب رفضًا أسف بلير بشأن الخسائر في الأرواح. وبعد انقضاء وقت قصير من إصدار كتاب رحلة، قام كاتب السيناريوالذي قدم فيلم الملكة في عام 2006م، والذي صور أشهر بلير الأولى في منصبه، باتهامه بالسرقة الأدبية بشأن المحادثة التي أجراها بلير مع الملكة اليزابيث الثانية.

## التاريخ
في اَذار/مارس 2010، أفادت التقارير أن كتاب الرحلة، سوف ينشر في أيلول/سبتمبر. حيثُ أعلنت غيل ريباك، رئيس مجلس الإدارة والرئيس التنفيذي لراندوم هاوس، أن تلك المذكرات سوف تنشرها دار هاتشينسون للنشر في المملكة المتحدة. كما تتنبأ غيل أن هذا الكتاب "سيفتح آفاقا جديدة حول مذكرات رئيس الوزراء حيثُ خرج بلير فيّه عن طور المألوف. وفي تموز/يوليو، تغير اسم المذكرات ليصبح رحلة؛ حيثُ تكهن أحد خبراء دور النشر أن تغيير اسم المذكرات كان هدفه عدم إظهار هوية بلير باعتباره "يهودي مسيحي" الأصل. ولكن لم يعط الناشر أية أسباب لهذا هذا التغيير. حيثُ أُعلن أن الكتاب ستنشره دار النشر كنوبف في الولايات المتحدة وكندا. بعنوان رحلة حياتي السياسية؛ كما سينشر الكتاب أيضًا في أستراليا، نيوزيلندا، جنوب أفريقيا، والهند بواسطة دار النشر راندوم هاوس. بالإضافة إلى ذلك، صدر الكتاب في صورة كتاب مسموع؛ يتلوه بلير بنفسه. وفي الأول من أيلول/سبتمبر، نشر هذا الكتاب في المملكة المتحدة.
وأعلن بلير، قبل إصدار الكتاب؛ أنهُ سيمنح (مقدمًا) 4.6 مليون جنيه استرليني (سلفًا\مقدمًا)؛ علاوة على تخصيص الأرباح الصادرة من مذكراته كافة لصالح مركز رياضي للجنود المصابين. وأقر بلير، أثناء إجراء حوارًا صحفيًا مع جوناثان غيتهاوس «إن المرء لا يكون إنسانًا إذا لم يشعر بكلاً من الإحساس بالمسؤلية والحزن الدفين لأولئك الذين فقدوا حياتهم. ولا تزال تلك المسؤلية مستمرة معي حتى الآن، كما أنها ستظل معي طوال حياتي. أتعلم، إننّي توليتُ منصب رئيس الوزراء عام 1997م، وكان يتعين عليّ التركيز على السياسة الداخلية للبلاد التي انتهى بها المطاف بين أربعة صراعات على النحو التالي: سيراليون، وكوسوفو، وأفغانستان، والعراق؛ وأن هذا يُغيرك وهذا ما ينبغي أن يحدُث.» وأوضح نورمان سميث المراسل السياسي لقناة بي بي سي الإخبارية أن نقاد بلير اللاذعين سينظرون إلى هذا التبرع باعتباره «مالاً آثمًا» بهدف انخراط المملكة المتحدة في شن حربٍ على العراق في عام 2003م. وشَجَبَ والد الجندي، الذي قتل هناك، تلك التبرع بوصفهِ ب «الدية»، بينما أوضح والد عسكري مات أيضًا أن بلير لديه «ضمير آثم.» كما أيد الناطق الرسمي باسم تحالف وقف الحرب تلك التبرع، ولكنه أضاف قائلاً: "لا يتسنى لأي نسبة من ثروة توني بلير واسعة النطاق والمكتسبة بطريقة غير شرعية أن تجلب له البراءة أو المغفرة، بل أنه قاد البلاد لحرب استنادًا إلى\مُستندًا على سلسلة من الأكاذيب ضد الاستشارة القانونية المثلى رغمًا عن أنف الأغلبية. وقال متحدث باسم بلير أنه طالما كانت نيته أن يعطي المال لجمعية خيرية؛ مضيفًا إن مساعدته للجنود الخاضعين لتأهيل في مركز التحدي لمعركة الرجوع كانت "وسيلته لتكريم شجاعتهم وتضحيتهم. حيثُ رحب كريس سيمبكينز، المدير العام للجيش الملكي البريطاني، بالإعلان قائلاً: «يعتبر كرم السيد بلير محل تقدير كما سيساعدنا هذا بدوره على إحداث تغيير حقيقي ودائم لحياة المئات من الأفراد المصابين».

## نظرة عامة

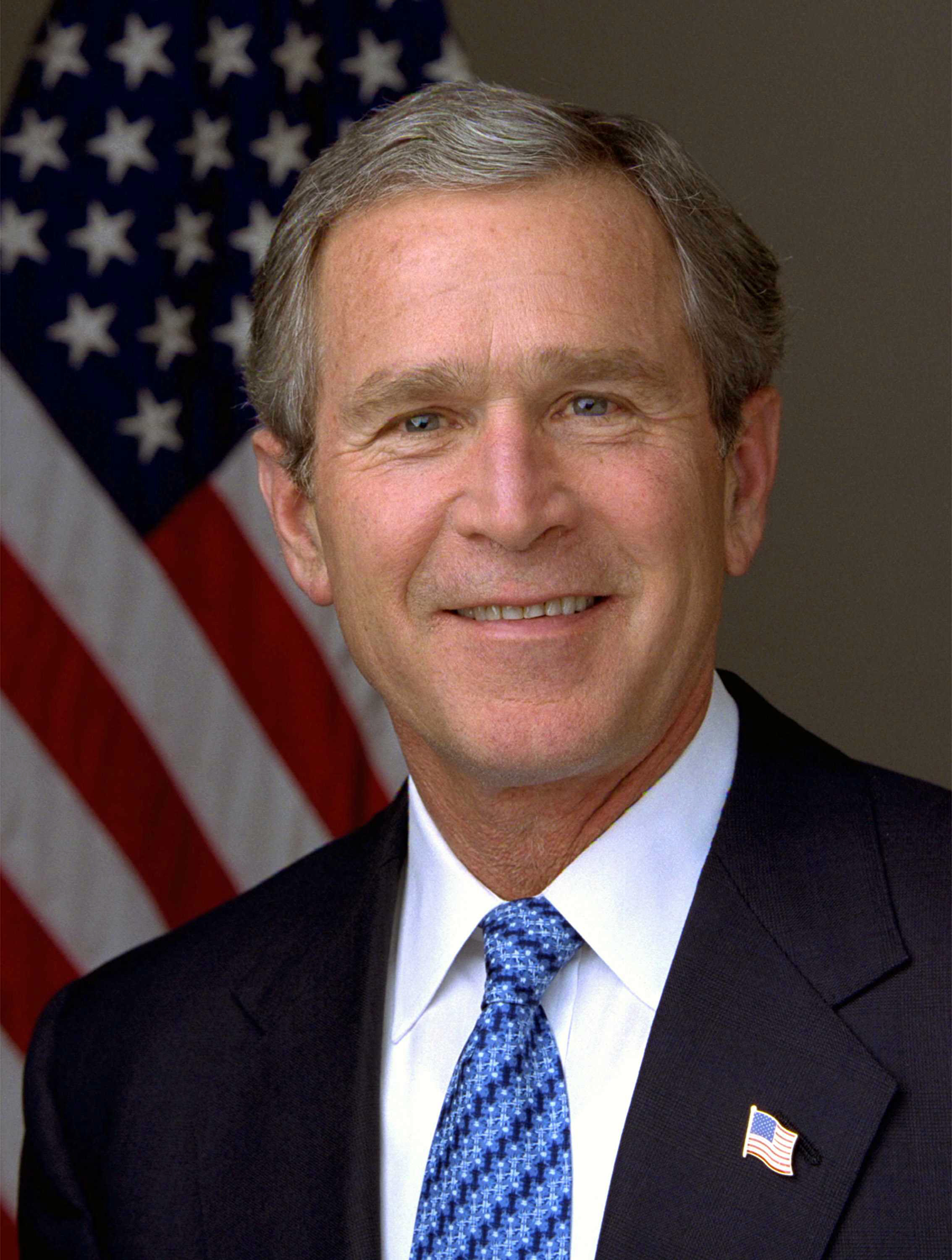
كان بلير يأمل\تمنى بلير إن يُعاد إنتخاب جورج دبليو بوش\يُرشح جورج دبليو بوش في الإنتخابات مرة أخرى في عام 2004م..

ويشمل كتاب رحلة فترة تولي بلير زعيمًا سياسيًا لحزب العمال ثم تقلده منصب رئيس الوزراء البريطاني الذي تلاه\أعقبه فوز\انتصار حزبه في الانتخابات العامة لعام 1997م. وبدأت فترة توليه زعيمًا سياسيًا لحزب العمال في عام 1994م عقب\ في اعقاب وفاة سلفه جون سميث حيثُ يزعم\يدعي بلير أنه كان يتنبأ بحادث وفاة سميث نحو\حوالي\قرابة شهر من حدوثه. ويظن بلير أنه سيظفر على نظيره سميث باعتباره\لكونه زعيمًا سياسيًا لحزب العمال بدلاً من جوردون براون المتبار\المتنافس بشدة لهذا المنصب. ويتوصل كلاً من بلير وبراون بالتناوب إلى اتفاقية\اتفاق التي بموجبها\بمقتضاها\تنص على عدم ترشح\ترشيح براون أمام\ضد بلير لتولي المنصب، على أنه سيتلوه\سيتبعه في وقت لاحق\لاحقًا. ولكن ستؤدي الاتفاقية بدورها إلى علاقة عمل شاقة لمناقشتها باستفاضه. ويضفي\يُشبه بلير على كلاً من سميث وبراون على حد السواء سمه\ب «زوجان\زوجين يحب بعضهم بعضًا، ولكنهم في شجار دائم\ يتشاجرون بشأن\حول أي مجال مهني لكلاً منهما\منهم ينبغي أن يسبق\يتقدم على الأخر». ويبدو براون بالنسبة لبلير «رجل غريب»  يتسم\يتصف\يتمتع «بانعدام» الذكاء العاطفي\الوجداني\الانفعالي.
وبعد أن تم انتخاب بلير زعيمًا سياسيًا، قام بلير بنقل حزب العمال إلى القاعدة المركزية السياسية، راسمًا تصورًا جديدًا لما فعله باعتباره «حزب العمال الجديد»، حيثُ\كما مضى\كان يمضي بلير قدمًا للفوز في الانتخابات العامة في \لعام 1997م. وفي أثناء أول لقاء له مع الملكة إليزابيث الثانية عقب ترشُحه رئيسًا للوزراء، أعاد بلير للأذهان ما أفصحت الملكة عنه\به قائلة: «أنك\أنت رئيس الوزراء العاشر لوزارتنا\تي\لحكومتُنا حيثُ كان وينستون أول من تولي هذا المنصب. وكان\وحدث ذلك فبل أن تولد.» وأستسردت الملكة قائلة: في غضون بضعة أشهر، تعين على حكومته\وينستون أن تتعامل مع\تعالج تداعيات وفاةالأميرة ديانا، أميرة ويلز، وما تلا جنازة الأميرة ديانا، كما أوضحت الملكة اليزابيث الثانية أنهُ لا يتسنى لنا تعلم الدروس المستفادة إلا عن طريق اتباع نفس النهج\بالسير على نفس الدرب الذي اوتُبع\تم اتباعه لمعالجة الأمور. وأشار بلير أيضًا إلى المناسبات الاجتماعية مع الملكة، بما في ذلك الالتقاء\التجمُع في قلعة بالمورال التي وصف فيها الأمير فيليب وهو يحرس الشواء، manning the barbecue بينما ترتدي الملكة اليزابيث الثانية زوج من القفازات المطاطية استعدادًا كي تستحم\تغسل يدها ووجهها بعد ذلك.
ومنذُ البداية تؤدي\تلعب حكومة بلير دورًا هامًا\مهمًا في عملية السلام في\داخل أيرلندا الشمالية، التي أعترف بلير خلالها\وأثنائها\هذه العملية أعترف بلير باستخدام «قدرًا معينًا من الغموض الخلاق\الأبداعي» من أجل\كي\بهدف\لضمان التوصل إلى اتفاقية، مدعيًا\زاعمًا أن تلك العملية لن تنجح بخلاف ذلك\بأي طريقة أخرى حيثُ أوضح بلير أنه عمل على\قام ب ارتخاء\إطالة الحقيقة he stretched the truth «في وقت\أثناء لحظة الانكسار\الانهيار السابقة» في\خلال الفترة التي سبقت اتفاق التقاسم\الانقسام المتبادل للسلطة ل\في عام 2007م الذي مكن\أتاح بدوره عودة السلطات\الصلاحيات التشريعية المطوّره من وستمنستر للسلطة التنفيذية الايرلندية\\بايرلندا الشمالية. كما أثنى\أشاد شين فين كلاً من جيري آدامز ومارتن ماك غينيس من أجل الدور الذي قاموا به في عملية السلام.
وهناك أحد الموضوعات التي تهيمن\تسيطر على الفترة\الجزء الأخير أثناء تولي بلير منصبه ألا وهي قراره بشأن الاتحاد مع الرئيس الأمريكي جورج دبليو بوش بغرض تفويض الجيوش لغزو العراق في عام 2003م حيثُ وصف بلير عاقبة هذا الغزو «بالكابوس»،  ولكن يظُن بلير لأيضًا أن ذلك الغزو كان أمرًا ضروريًا\حتميًا وذلك لأن «لم يتخل صدام حسين عن إستراتيجية دبليو أم دي\أسلحة الدمار الشامل أسلحة الدمار الشامل، بل أ\إنه أتخذ قرارًا تكتيكيًا لوضع الاستراتجية في موضع معلق\لتعليق الاستراتجية». واستطرد بلير قائلاً أن صدام يتخذ القرار نفسه مرة أخرى فيما يتعلق بإيران، محذرًا من أنه إذا استمرت هذا البلد في صنع الأسلحة النووية فإنه سيتم\فلابُد من تغيير\تغير ميزان القوى في الشرق الأوسط، ل\بغرض الإضرار\لإلحاق الضرر بالمنطقة. كما يظُن بلير أن ثمة مشاكل\مشكلات لا ت\يزال تحتاج\بحاجة إلى «وضوح\قرار\حل» لأنها سوف تتفاقم بدورها إذا\إذ تركت دون\بلا معالجة. وكمل بلير حديثه عن قتلى الحرب قائلاً: «أشعر أني\أنني في أمس الحاجة للاعتذار لهم، أعتذر بشأن\عن تعريضهم\التسبب في لفقدان حياتهم، وأكرر أعتذاري لتلك الأسر التي أوهنها الثّكل بشأن الجدل الدائر حول سبب مقتل أحبائهم، وأني\أنني في غاية الأسف للأختيار\الاصطفاء\الانتقاء الجماعي الجائر\غير المنصف\غير العادل حيثُ أن البُعد\الفراق لابد و\أن يكون that the loss should be theirs.» وبعد\وبمرور عامًا من\على الغزو، كان بلير يأمل بفوز\بنيل\أن يفوز\أن ينل\أن يظفر بوش بولاية ثانية باعتباره رئيسًا للولايات المتحدة  حيثُ كتب بلير: «قد حان لي الآن أن أحب\أهوى وأغرم\أعجب ببوش\بجورج»
في عام 2003، وعدَ بلير المستشار\مستشارهُ جوردون براون أنه سيستقيل\سيقدم استقالته قبل الانتخابات العامة المُقبلة، ولكنه عَدَلَ عن رأيه بعد ذلك \في وقت لاحق. من ثَمَّ سعى براون\ مما دفع بدوره براون إلى ابتزاز بلير وتهديده أثناء\خلال حلقة الجدل الثائر حول سياسة التقاعد، بطلب إجراء استقصاء حول\تحقيق بشأن حزب العمال بشأن\في قضية المصروفات التي منحها\قدمها النبلاء في\لعام 2005. وبعد ذلك، فاز (حل) براون (محل) على نظيره بلير باعتباره زعيمًا سياسيًا لحزب العمال ورئيسًا للوزراء أيضًا في عام 2007. وأوضح بلير أنه يظُن أ\إن قراره بشأن التخلي عن سياسات حزب العمال الجديد في أثناء سنوات تقلدهُ للحكم سيؤدي بدوره إلى هزيمة الحزب في انتخابات المملكة المتحدة لعام 2010، وجاء ذلك في الوقت نفسه\ذاته الذي كان بلير يطرأ\يثني على\يشيد ببراون باعتباره مستشارًا كفؤ\ذو ثقة بالإضافة إلى كونهِ موظف عمومي مُلتزم. وبالرغم من ذلك\ومع ذلك، كان براون على صواب\الحق بشأن إعادة هيكلة البنوك البريطانية واستحداث الحوافز\المحفزات الاقتصادية عقب الأزمة المالية.
ويختتم الكتاب بفصلاً نهائيًا والذي يُقدم\يُعرض نقدًا لسياسة حزب العمال، كما يناقش مستقبله أيضًا. كما يُحذر\يُنذر بلير خليفة براون إنه إذا\إذ ظل\استمر حزب العمال جديرًا للانتخاب\مُنتخبًا، فعليهم أن يستأنفوا\ون \يواصلوا\ون العمل وفق سياسات حزب العمال الجديد، دون الرجوع إلى السياسات اليسارية التي أتُبعت في الثمانينيات، وأستطرد بلير قائلاً: «أنني\لقد فُزتُ في ثلاثة\ثلاث انتخابات. وحتى ذلك الحين، لم يسبق لحزب العمال الفوز لفترتين كاملتين متعاقبين\متتاليين حيثُ أستمرت\ظلت\بقيت أطول حكومة لحزب العمال في تاريخها مدة ست سنوات. بل استمر هذا الحزب مدة\لمدة 13 عام\سنة. وكان من الممكن\ومن الواضح أن يستمر ذلك الحزب لفترة أطول، إذا لم يفسح المجال أمام حزب العمال الجديد كي يشقُ طريقهIt could have gone on longer, had it not abandoned New Labour».

## النشر\المنشور
وفي غضون ساعات من إطلاق\نشر الكتاب، أصبح كتاب رحلة هو السيرة الذاتية الأسرع مبيعًا من كل وقت في\داخل مكتبات واترستون لبيع الكُتب، حيثُ باعت المكتبات عددًا أكثر من النسخ في يومٍ واحدٍ مقارنة بما حققهُ كتاب الرجُل الثالث: الحياة في قلب حزب العمال الجديد لبيتر ماندلسون في الأسابيع الثلاثة الأولى من طرحه في الأسواق في مستهل\بداية هذا العام. كما ظهر الكتاب لأول مرة على رأس\متصدرًا قائمة الكتب البريطانية الأكثر مبيعًا لشركة الأمازون بالمملكة المتحدة. وخلال أسبوع، أوضح دار نيلسين بوك سكان للنشر والطباعة أ\إنه (تم) بيع عدد 92,000 نسخة لكتاب رحلة في\داخل المملكة المتحدة، حيثُ اعتبر ذلك الأسبوع أفضل أسبوع لافتتاح سيرة ذاتية مُنذُ أن شرعت\بدأت الشركة في تسجيل\رصد الأرقام القياسية في 1998. وأفادت صحيفة نيويورك تايمز إ\أنه في الولايات المتحدة، زوُدت\تم تزويد الطبعة الأولي (و)التي بلغ عددُها 50,000 نسخة لتصل إلى 25,000 نسخة آخرى، بالإضافة إلى\إضافة إلى مجموعة الكتاب التي تظهر لأول مرة برقم 3 على قائمة غلاف الكتُب الأكثر مبيعًا لصحيفة نيويورك تايمز. كماأوضح أندرو لاك، المشتري السياسية لولترستون قائلاً: "لا شيء يمكن أن يضاهي مستوى الفائدة\المصلحة المالية\المنفعة الواضحة\المبينة في هذا الكتاب. لابد أن تنضر\عليك أن ننظر إلى كُتاب الخيال الناجحين إلى حدٍ كبيرٍ\بشكل كبير\للغاية أمثال\مثل دان براون أو ج. ك. رولينج للعثور على الكتب التي بيعت على وجه السرعة مُنذُ اليوم الأول من\لطرحها. وكان من الممكن أن يبقى ماندلسون بكتابه الأمير لكنَّ بلير استطاع أن يسترد\يسترجع لقبه بأ\اعتباره ملكًا\الملك، وبالتأكيد بهدف\بغاية تحقيق مبيعات للكتاب.

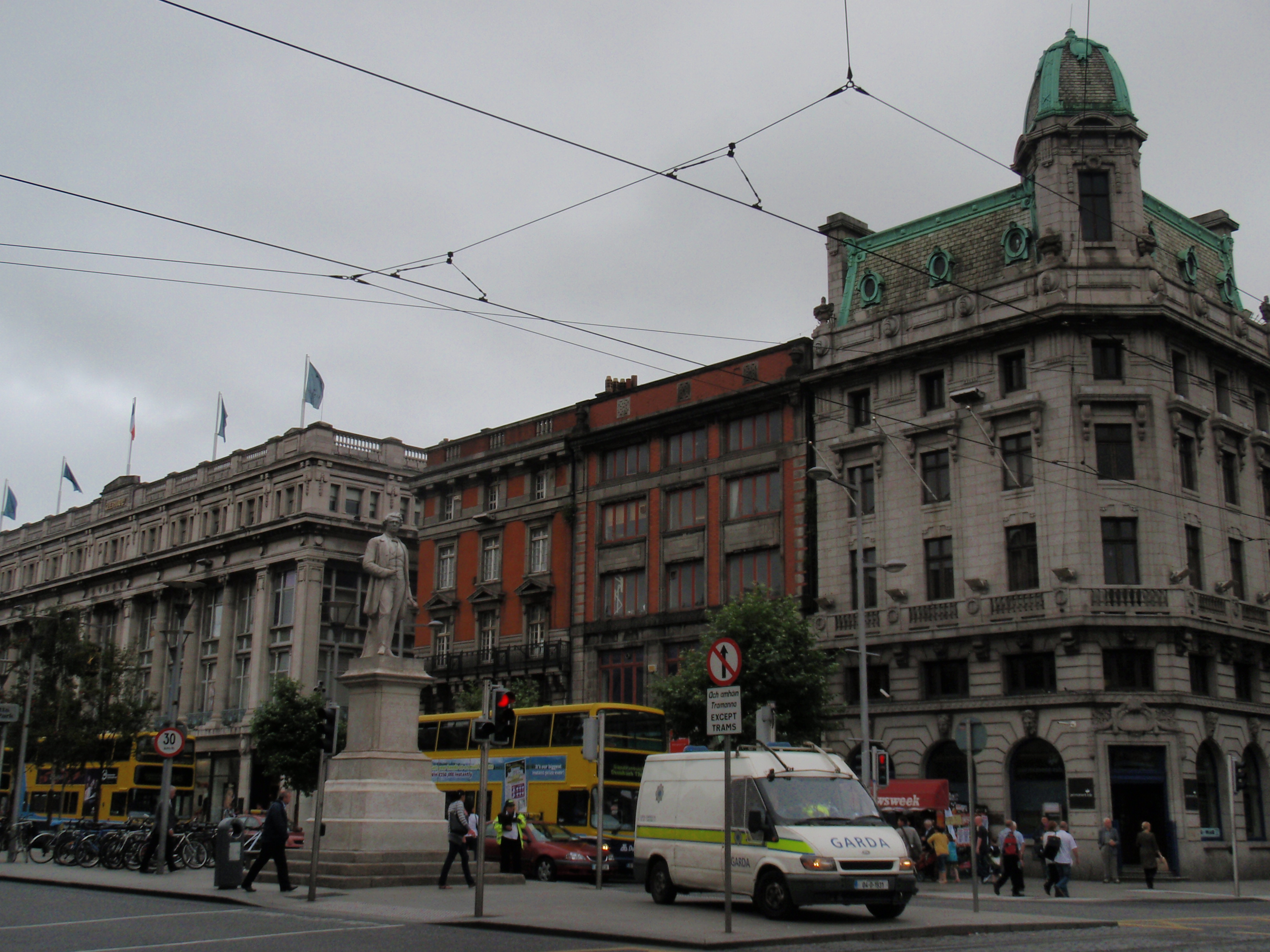
وعندما وصل بلير لتوقيع كتابه، كانت هناك مناوشات في شارع أوكونيل، بقلب مدينة دبلن. وتم ألقاء القبض على\اعُتقلَ أربعة أشخاص..

سجل\أرخ بلير سلسلة من المقابلات الترويجية للإذاعة والتلفزيون، ومن من بين أمور أخرى، شبكة قناة الجزيرة التلفزيونية ذات النسخة العربية، بالإضافة إلى برنامج يسمى هذا الصباح الذي يبث\يذاع على قناة ITV1\الأي تي في وان لمجلة النهار the ITV1 daytime magazine programme This Morning ، وبي بي سي الثانية\تو، التي بثت مقابلة استمرت\دامت (لمدة) ساعة مع الصحافي\الصحفي والمعلق السياسي أندرو مار. وكان بلير في واشنطن العاصمة في يوم بدء المملكة المتحدة في فاعليات المشاركة في مبادرات محادثات السلام مع قادة\زعماء الشرق الأوسط. وعلاوة على ذلك، شارك بلير (أيضًا) في حضور مأدبة عشاء في البيت الأبيض في ضيافة\مع باراك أوباما، وهيلاري كلينتون، بالإضافة إلى كلاً من القادة\الزعماء الإسرائيليين والفلسطينيين. كما أفادت\ورد بتقارير صحيفة الاندبندنت البريطانية أن زيارة بلير إلى الولايات المتحدة كان\كانت من قبيل المصادفة، وليس محاولة لتكون بمنأى\بمعزل عن المملكة المتحدة عندما نُشر الكتاب. وفي وقت وصول\وعندما وصل بلير إلى مقصدهُ يوم 4 سبتمبر لتوقيع كتابه الأول في مكتبة رائدة في\بشارع أوكونيل، بقلب مدينة دبلن، أُسُتقبل بصيحات استهجان وتهكم (من)المُتظاهرين، كما أنهم ألقوا\تقاذفوا (ب)البيض والأحذية صوب وجهه، حيثُ تظاهر أحد الناشطين\ون بإ\إنه مُشتري في محاولة منهُ لاعتقال المواطن بلير بتهمة ارتكاب جرائم حرب. واشتبك المُحتجون مع الشرطة الايرلندية كما أنهم حاولوا أن يلقوا الحاجز الأمني أرضًا خارج المكتبة. وسُمي المتظاهرون-المحتجون المناهضون للحرب والجمهورون الايرلنديون المعاضون لعملية السلام- باسم طوابير العملاء «الخونة» و «البريطانيون\ين الغرب». حيثُ أُلقي القبض على\اعُتقلَ أربعة أشخاص أثناء الحادث.
وبعد عدة أيام من إصدار\إطلاق الكتاب، ظهر بلير في سلسلة العرض الأول للبرنامج التليفزيوني داي بريك الذي يُعرض على قناة ITV1\الأي تي في وان وقت الأفطار، حُيث انتقد (فيه) المُحتجين، بقلب مدينة دبلن، باعتبارهم أقلية صغيرة نالت اهتمام لا داعي له\غير مبرر\غير مستحق من جانب وسائل الاعلام. وعندما كان الكتاب يُباع على نحو كاف\إلى حد كبير، تناثرت المخاوف حول إمكانيه حضور المُحتجون\ين أيضًا أثناء توقيع الكتاب الذي سيصدُر\سيُنشر قريبًا في لندن يوم 8 سبتمبر المُقبل، حيثُ أعرب بلير عن شكوكه بشأن\حول ما إذا كان\سواء كتن هذا الحدث مبررًا أو أنهُ يستحق التعطيل الحتمي. في وقت لاحق من نفس اليوم تم التأكيد على أن التوقيع سوف لا يمضي قدمًا إذا\إذ تم في دار واترستون للنشرِ والطباعة الموجودة بشارع بيكاديللي. وأعلن متحدث\الناطق باسم بلير أن الحفل المُرتَّبة لإطلاق الكتاب المقرر عَقده في\داخل معرض تيت مودرن للفن الحديث ستجرى رغم الخطط التي وضعتها تحالف أوقفوا الحرب بهدف التظاهر. ومع ذلك\وبالرغم من ذلك، تم إلغاء هذا الحدث أيضًا اليوم التالي نتيجة\بسبب لتهديدات الأعضاء campaigners بإيقاع أعمال الفوضى والتشويش.
وفي الأسابيع اللاحقة، أفاد عدد من المؤسسات الإعلامية أن نسخ كتاب رحلة نُقلت من أقسام\أرفُف السيرة الذاتية في\بالمكتبات إلى أقسام\أرفُف الجريمة والرعب. وانضم أكثر من 10,000 شخص إلى صفحة الفيسبوك التي تدعو إلى استدعاء هذا الإجراء.

## الأصداء\التقبُل

### في المملكة المتحدة
وتلقى\نال كتاب رحلة أصداء متباينة من النقاد (.) حيثُ اعتبرهُ\أسماه\أطلق عليه ليونيل باربر، رئيس تحرير صحيفة\جريدة فاينانشال تايمز اسم "جزء الدراما النفسية، وجزءالأُطروحة حول\بشأن الإحباط من القيادة\الزعامة في دولة ذات ديمقراطية حديثة ...ووصفهُ بأ\إنه مكتوب بأسلوب ودود مع لمسات\لمحات من وسام\ختم ميلز وبون". وكتب باربر أن ذلك جعل بلير يبدو "محبوب\جدير بالمحبة، موضحًا إنه إذا أرادنا التلاعب باللفظ\استخدام المواربة اللفظية سنقول؛ إنه (ب)قادر على إبطان\إخفاء الأمور في حين إنه\على الرغم من إنه كان ذَرب\ذليق\طليق اللسان؛ بإيجاز، كان بلير سياسي عصري باهر\متقد الذكاء (أيا\مهما كان تأوه\أنينه بشأنوسائل الإعلام)." وكتبَ جيفري بيتي، يوم الأحد في\لصحيفة\جريدة الاندبندنت موضحًا: إن كتاب رحلة عرضَ\قدمَ استعاب\إدراك\فهم بلير "لعلم النفس الكامن". وكان جون رينتول، مؤلف كتاب سيرة بلير توني بلير رئيس الوزراء، حياديًا\إيجابيًا بالمناصفة، حيثُ إ\أنهُ ا\أثنى ثناء من نوع خاص للفصل الذي يتحدث عن حرب العراق. وأوضح رينتول قائلاً: "وثمة من يقول إنه الفصل الخاص بالعراق نُقش\تم نقاشه بإحكام كما هو موضح في\ب بعض التفاصيل، التي من شأنها اقناع ذوي العقول المتفتحة للاعتراف بأن القرار بشأن الانضمام للغزو الأمريكي لل\في العراق كان قرارًا صائبًا\معقولاً، إن لم يكن في حد ذاته قرارًا ناجحًا جدًا، بدلاً من المؤامرة ضد الحياة، والكون، وكل شيء لائق\مرضٍ decent،". كما كتبت أيضًا ماري آن سيغرت في\ لصحيفة\جريدة الاندبندنت موضحة: "مهما كانت عيوب الكتاب، بالإضافة إلى الفقرات التي تتضمن toe-curling passages ، فإن كتاب [رحلة] يتمتع بالعديد من الدروس الجيدة المتعلقة\عن بكيفية النجاح في كلا\كلاً من المعارضة والحكومة.؟؟؟؟
وكانت أراء النقاد\التعليقات الأخرى أقل حيادية\إيجابية. وكان الصحافي\الصحفي السياسي، والمؤلف أندرو راونسلي ناقدًا لأسلوب بلير في الكتابة بلير حيثُ أظهر راونسليفي ذلك في صحيفة ذا أوبسرفر. ودون\كتبَ راونسلي موضحًا: «أنه من دواعي تباهي\فخر توني بلير أ\إنه كتب كل كلمة بخط اليد 'على مئات من دفاتر\ورق الملاحظات'. مضيفًا راونسلي إن هذا ما يظنهُ بشأن هذا الأمر،» وأسترسل راونسلي قائلاً: «كان بلير محاورًا\متصلاً بارعًا في عصره لكونه\باعتباره متحدث منصة أو مقابل تلفزيوني، لكنه يمكنه أيضًا أن يكون كاتبًا تقشعرُ لهُ الأبدان\مروعًا. أي شخص يفكر في خوض هذه الرحلة، فعليه\فإنه يتلقى ناقوس\إنذار لهذا السفر: بالإضافة إلى إن الإفراط في استخدام الكثير من الكتابة النثرية أمرًا مقيت\مبغوض ... وإنه لأمر مؤسف أقول أن توني بلير لم يستعمل مؤلف باسم شخص أخر ليكتُب تحت اسم مستعار لفاء\مقابل أجر ليجميل تلك الكتابة النثرية\النثر المكتوب وتنظيم ذكرياته بشكل يتسمُ\يتصفُ بالكياسة\بالأناقة.» وعلى الرغم من ذلك، يثني\يطرأ\يشيد راونسلي على الكتاب بأنه «مذكرات سياسية أكثر صدقًا عن\من معظم وأكثر انفتاحًا في كثير من النواحي a more honest political memoir than most and more open in many respects مما كنتُ أتوقع\مما توقعتُ.»  كما أوضح جوليان غلوفر، وهو كاتب عمود في صحيفة\جريدة الغارديان، قائلاً: «ليس هناك مُنذُ أي وقت مضى مذكرات سياسية من هذا القبيل: فهى كتاب مكتوب كما لو كان في\إنهُ حلم-أو كابوس؛ فهو حقًا تجربة أدبية لم يسبُق لها مثيل a literary out-of-body experience. وطوال\وفي أثناء\خلال العقدين الأخرين تَوَلَّيْتَ جميع الصفات الشخصية التالي ذكرها الأدبار كمثل خبرة\تجربة لا خير فيها like a trashy airport read وهم بالتناوب: الأمانة، التذبذُب\الحيرة، والجدارة بالذكر، التيه\التفاخُر، والتحبب\التودُّد الذي يتسمُ\يتصفُ بالإقبال والأدبار، والجدية، والكسل، والسطحية، وأخيرًا السلامة الفكرية والمستطردة By turns honest, confused, memorable, boastful, fitfully endearing, important, lazy, shallow, rambling and intellectually correct, it scampers through the last two decades like a trashy airport read.» وأتسمت\أتصفت صحيفة\جريدة صنداي تلغراف بالانتقاد البالغ لأسلوب الكتابة الخاص ببلير. حيثُ علقت\أوضحت الصحيفة موضحة\مُعلقة)(إن) «إذا أراد بلير أن يروي\يقصّ لكم\عليكُم قصة طريفة، فإنه حتمًا سيرتكبُ خطأ الإيماءة\الإشارة إليها سَلفًا\مُسبقًا بإنه ينبغي على المستمعين أن يضحكون-، وكان ما حدث بالقطع 'شيءً هزليًا'، حيثُ أتسمت أول عطلة نهاية أسبوع له في قلعة بالمورال بإ\أنها (كانت) 'غريبة الأطوار بكل ما في الكلمة من معنىً utterly freaky '-وبالتالي خنق بلير الأضحوكة\المزحة قبل التفوه بها\مُنذُ البداية. وأضافت الصحيفة إن الكتاب مُخجل\مُحرج بعض الشيء مثل\ كصاحبه\كمؤلفه.» وفي المجلة التاريخية هيستوري توداي، كان ارشي براون، الأستاذ الحاصل على درجة الدكتوراه الفخرية في العلوم السياسية ب\من جامعة أكسفورد، ناقدًا لما يراهُ موضحًا إن ثمة سوء (ال)تقدير لدى بلير بشأن الزعامة\القيادة، ولكنه عاد ليُثني على\لليمتدح\لامتداح الفصل الذي يشمل الحديث بخصوص عملية السلام في أيرلندا الشمالية موضحًا إن: «ربما كان دور بلير في التسوية المتعلقة\الخاصة بايرلندا الشمالية الإنجاز الوحيد الأكثر بروزً\الجدير بالملاحظة. وأسترسل\وأستطرد توداي معللاً\مبينًا أسباب بلير التي تكمُن أيضًا وراء أفضل فصل في\بكتابه\بروايته الذي يتسم بالأنانية\بالغرور على نحوٍ\بشكلٍ لافت للنظر\مُدهش\أخَّذ، كما يترائ\وفقًا للمعايير التي أرساها كُتاب المُذكرات memoirists الذين يتوهمون أنهم زعماء\قادة جديرين بالذكر.»

### في الولايات المتحدة
وبدت الأصداء\الاستعراضات\الآراء\التعليقات\التقيمات reviews في الولايات المُتحدة ذات أفكار سواء\متشابه\توافُقية (.) حيثُ أشار\صرح الروائي البريطاني جون لنشستر في\لمجلة النيويوركر إ\أنه يُعتبر كتاب رحلة "وصفًا مفصلاً للصراعات، بالإضافة إلى كونه خطوة هامة نحو شق الطريق بصعوبةscraping، والمساومات، والخداع، بالإضافة إلى تنصل\مرواغة\غش السبيل نحو إتفاق-التركيب الجديرة بالذكر للهدم وتاريخي هام\غاية في الأهمية." In The New Yorker, British novelist John Lanchester called A Journey "a detailed account of scrambling, scraping, horse-trading, bluffing, and fudging the way to a deal—a remarkable combination of the ramshackle and the historic." كما ا\أشاد\أثنى فريد زكريا في صحيفة نيويورك تايمز بوك ريفيو ب\على بلير لتفتحهُ\لانفتاحهُ\لصراحتهُ في كتابة المنشور. وأفادت الصحيفة إ\أن «بلير كان يكتُب بكل صدق وأمانة، وعلانية\بوضوح وصراحة (،) أثناء حديثه بشأن\حول التحديات التي واجهته\واجهها في فترته الأولي\أولى فتراته لتولي الحكم\زمام الأمور». وأضافت الصحيفة موضحة إن «الأسلوب\النمط الذي سار بلير على دربه أثناء تدوينه للكتاب، لن يسير وفق\يتبع\يكون\يلتزم ب كلام أوكسبريدج النثري المتأنّق the elegant Oxbridge prose الذي ربما كان من المتوقع might have been expected أن ينتهجه رئيس وزراء سابق ولكن (هُ) في حقيقة الأمر كان مُنغمس بتدعيم حرحة\فكرة الأميركانيزم Americanisms. ومن ثم، يتسم أسلوبه بالمرح علاوة على إنه أسلوب غير رسمي، وصريح\غير منحاز لحدٍ كافٍ\بما يكفي\بما فيه الكفاية مما يجعل القارئ ينخرط في القراءة بشكلٍ كليٍ\تمامًا\ كليًا.» (و)على الرغم من ذلك\ومع ذلك، إ\انتقد زكريا موقف بلير الذي يُدعم «مبدأ\قانون الغزو» بشأن الأرهاب.
وكَتَبَ ليونارد داوني جونيور، رئيس التحرير السابق لصحيفة\جريدة واشنطن بوست، إن الكتاب يُعتبر «مُذكرات كئيبة بشكلٍ خاص» بل إ\أنه يتسم بالإيجابية بوجه عام بشأن مضمونه\محتواه: وأضاف قائلاً «نحو نهاية تلك المُذكرات\السيرة المكتوبة بعناية فائقة، والتي تتسم بكشفِ الذات\بالكشفِ عن الذات، وربما عن غير قصد، أصر توني بلير، باعتباره رئيس وزراء بريطانيا أثناء\خلال عقد حافل\زاخر بالأحداث ابتداءً من عام1997م إلى عام 2007م، على إنهُ 'يسعى ببسالة لعدم الانغماس\الانفلات\الوقوع -في حالة تتطلب تبرير الذات- مما يلحق بالمُذكرات\السيرة السياسية الأذى والضرر.'، وكان هذا ما فعلهُ تمامًا.» كما قدم\ت تيم روتون في صحيفة لوس أنجلوس تايمز اليومية رأيًا\عرضًا موات\إيجابي للمُذكرات، مُعلنًا\مُعلنة أنها «سيرة سياسية ذات أهمية فريدة من نوعها.»

### على الصعيد الدولي\دوليًا
وثمة\وهناك بضع\القليل\قلة من الأصداء\الاستعراضات\الآراء\التعليقات\التقيمات للصحف خارج كلاً من المملكة المتحدة (،) والولايات المتحدة. ولكن تتسم تلك الآراء المتاحة\المتوفرة بالإيجابية بوجه عام (.) حيثُ أضفى الكسندر داونر، الذي شغل\والذي كان يشغل منصب وزير الخارجية في حكومة جون هوارد، في صحيفة سيدني مورنينغ هيرالد بأستراليا\الأسترالية، على كتاب رحلة رأيًا موات\إيجابي\ًا a favourable review: موضحًا\مُشيرًا إن «التزام بلير أمام الإنسانية\البشرية هو التزام صريح ودامِغ، و\كما أضاف داونر إن بلير يتمتع بشخصيته خلوقة\ودودة\خفيفة الظِّلّ\الدَّم\الروُّح بشكلٍ يُثير الضحك\مُضحك، علاوة على إنها تتميز بحس رائع من روح الدعابة\الفكاهة المستنكرة للذات his personality infectiously amiable with a delightful sense of self-deprecating humour.» وكان رأي كونراد يكابسُكي، الكاتب السياسي البارز لصحيفة جلوب اند ميل بكندا\الكندية رأيًا يتسم بالإيجابية\إيجابي أيضًا، حيثُ أوضح يكابسُكي قائلاً: «إ\إذا لم يستأنف\يواصل\يستمر توني بلير في النضال بشأن\المُعناة من If Tony Blair has not continued to agonize over القرارات المُتشددة\الصارمة\المُلزمة لرئاسته لمجلس الوزراء، فإنه يقوم بعمل جيد جدًا للإقناع بطريقة مُختلفة في رحلة.» وأفادت صحيفة ذا هندو اليومية التي تصدُر باللغة الإنجليزية في\بالهند بصدد هذا الكتاب، : «إن الكتاب ليس\لا يُعد\يُعتبر مُذكرات مذهبية\طائفية على الإطلاق، بل إنهُ\ولكنه محاولة\تجربة مُمتازة لبيان نجاح تبرير الذات غير المكتمل فحسب».

## رد الفعل\التفاعُل\الرجعية السياسي
كما ورد في التقارير\حسبما ذكرت التقارير، شعرت الملكة إليزابيث الثانية «شعورًا عميقًا بخيبة الأمل\بالإحباط» تجاه بلير بشأن انتهاك البروتوكول الدولي عن طريق الإفضاء عن مكنون صَدْرِهِ\الإفصاح ضمن التفاصيل الدقيقة\الحساسة في\لمذكراته عن (تلك) المُحادثات السرية التي أجراها معها خلال فترة توليه منصب رئيس الوزراء.{a} وصرح (ال)متحدث\ناطق باسم قصر باكنغهام للصحُفِقائلاً: «لم يسبق (قط) لأي رئيس وزراء (من قبل) أن يفعل ما فعله بلير، وكل ما بوسعنا الآن هو أن نأمل فحسب\فقط أن لن يتكرر\يحدث مثل ذلك\هذا الأمر مرة أخرى». أعلنت\أذاعت صحيفة صنداي اكسبريس التي تُنشر عن طريق\بواسطة صحيفة ديلي إكسبريس ، نقلاً عن «كاتب السيرة الملكي ذائعُ الصيت\الشهير\المرموق هوغو فيكرز» وغيرهُ من «مصادر مطلعة الملكية»، إن الملكة إليزابيث الثانية ستمنع بلير (من) منح الوسام الذي يُعرف باسم وسام ثيستيل، وهو وسام شرفي يُمنح بموجب صلاحيات\اختصاص الشخصية السيادية، حيثُ عادةً ما يُمنح\يُعطى ذلك الوسام على الأغلب بشكلاٍ تلقائيًا normally given almost automatically للزعماء\للقادة ذوي الأصل الإسكتلندي بعد ترك\التخلي عن المنصب، وهذا برمته يرجع في أساسه إلى\بسبب محتويات هذا الكتاب. وقيل إن جوردون براون كان «مُغتاظ غيظًا شديدًا» علاوة على أنه كان «مُشوشًا» بشأن تلك الانتقادات التي تلقاها من بلير في الكتاب، ولكنه (قد) أخبر مساعديه بعدم انتقاد ما حدث. وأوضح إد بولز، (وهو) حليف براون الذي عمل في حكومته وزيرًا للخارجية من أجل الأطفال، والمدارس، والعائلات\الأسر، قائلاً: «كان يمكن أن يكون الأمر\الوضع أفضل من ذلك بكثير؛ إذا كانت تلك المذكرات دربًا من الاحتفال بالنجاح عوضًا عن تلك المهاترات\تبادل الاتهامات. وبهذا المنطلق، أظُن إ\أن هذه\تلك المُذكرات كانت تتسم باكملها بمسحة من الحز، حيثُ واصف إياها بإنها كانت مُذكرات من طرفٍ واحدٍ. واسترسل حديثهُ قائلاً، إنني\إني لم أكن أظُن أبدًا إن تلك المُذكرات كانت مكتوبة بشكلاٍ وديٍ».

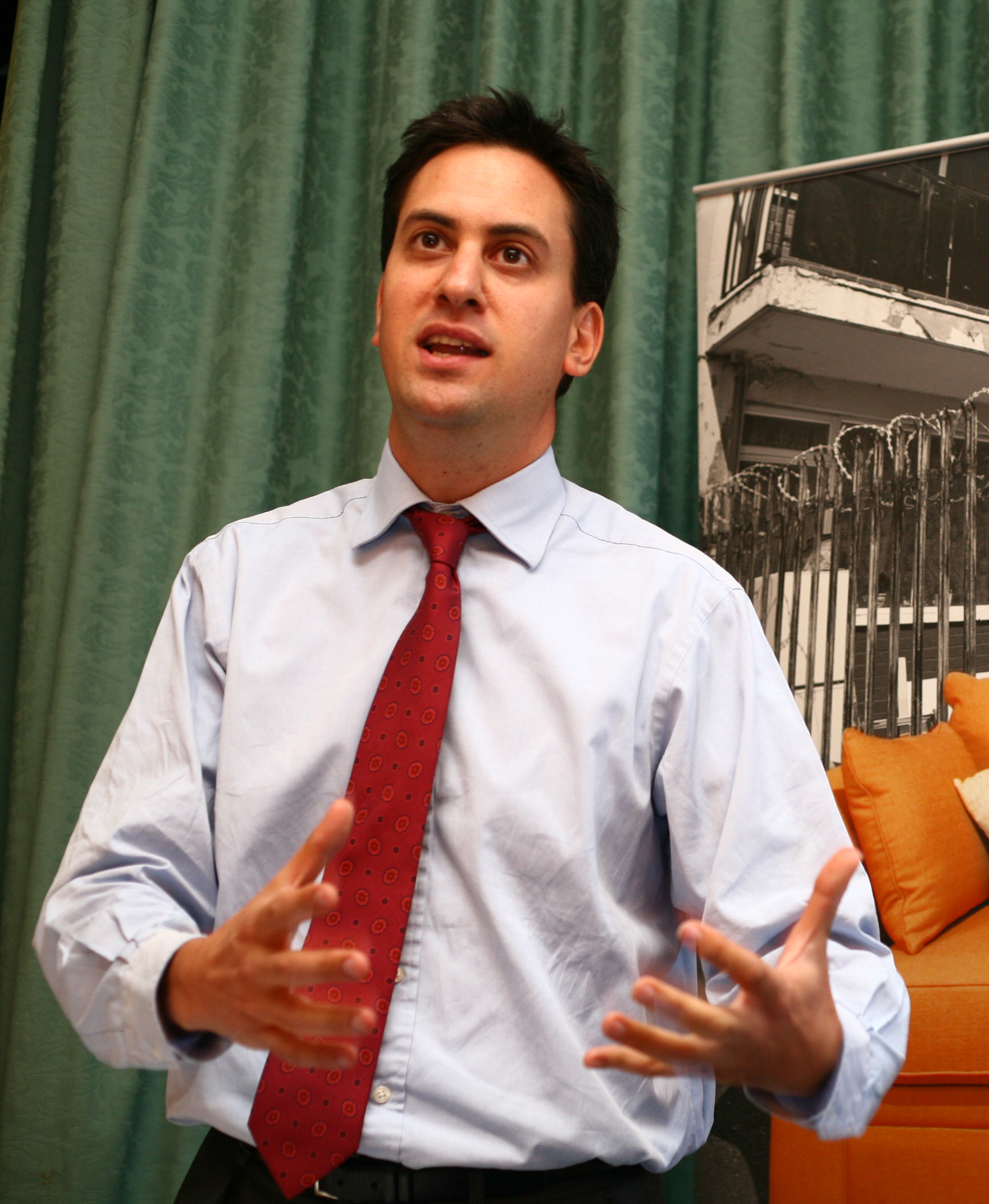
أعلن إد ميلباند ، زعيم حزب العمال المنتخب حديثًا «إن الوقت قد حان للمُضي قدمًا» من حكومة بلير وحزب العمال الجديد..

وعلق العديد من Several more of رفاق بلير السابقن والمعارضون السياسيون former colleagues and political opponents أيضًا على الكتاب. حيثُ كَتَبَ نورمان تيبيت، وزير حزب المحافظين السابق، في\ل صحيفة ديلي تلغراف: «يبدو إ\أن كتاب رحلة تأثر بقلق بلير المُتعلق بكيفية\بحال النظر إليه باعتباره الزعيم السياسي الجليل\الُمهيب الذي تغيرت بلاده للأفضل. وفي واقع الأمر، كما يتراءى لي إ\أن كل مثل تلك\هذه الكتب تُعتبر\هي إلى حد ما كليةً to some extent, entirely about تبريره لذاته وإلقاء اللوم على الآخرين». ومع ذلك، اعترف\اقرَّ تيبيت إ\أنه لم يقرأ الكتاب في وقت كتابة حول هذا الموضوع؛ ولكنهُ\بل إ\أنهُ كون رأيه استنادًا\مُستندًا على التغطية الإعلامية. وكَتَبَ أيضًا أليستير دارلينغ، الذي كان (يعمل) مستشارًا في ظل حكومة جوردون براون، في\لصحيفة الغارديان، موضحًا أنه «قرَأَ الكتاب َكملهى\كتَسلية ساخرة متعجبًا؛ كيف شعر توني بلير بعد أن أصابهُ شعور الكرب الشديد لإنهُ لم يستطع إقالة مستشارتهُ، غيل ريباك، عن العمل بالوزارة. وأستطرد دارلينغ قائلاً: يتسم\يتمع التاريخ بعادة تكرار نفسه\أحداثه». واختتم دارلينغ حديثهُ مُشيرًا إلى أن الكتاب كان «كتابًا جيد، كما إ\أنه يظهر لنا ما يمكن القيام به عندما تتوافر لدينا\نتمتع بالصفات التالي ذكرها: الثقة، والوضوح، والشعور الواضح بالعزيمة\الهدف a clear sense of purpose، حيثُ يمكننا الفوز وتغيير البلد للأفضل.» وأوضح توم هاريس، عضو البرلمان عن حزب العمال أن الكتاب «سيكون (بمثابة) رسالة تذكير بأن المعارضة ليست دائمة، وأنه يمكن تحقيق أشياء عديدة\مُتعددة عن طريق\بواسطة حكومة حزب العمال، ولكن لا يتسنى ذلك فحسب\فقط إلا إذا كان لدينا زعيمًا قادرًا على اجتذاب أصوات الناخبين بعيدًا كل البعد عن جوهر مايدعو إليه حزبنا capable of appealing to voters beyond our own party's core.» كما أشار هاريس بصدد بلير موضحًا: «لا تزال هناك العديد والعديد من أعضاء حزب العمال الذين ينظرون لبلير باعتباره (ال) عبقري الحائز على الانتخابات، بالإضافة إلى إنهُ كان ينعم\يتمتع أثناء فترة تولية منصبة، بشعبية وفيرة لعدد هائل من الأصوات أكثر مما كان لا تحظى بشعبية he was popular for an awful lot longer than he was unpopular .»
." وفي يوم نشر الكتاب، أعلن إد ميلباند،(وهو) المُتبار\المُتنافس على الحصول على المنصب الشاغر وقتئذ\وقتذاك ليكون زعيم في حزب العمال إنهُ "يظُنُ أن الوقت قد حان للمُضي قُدمًا من حكومة توني بلير، وجوردون براون، وبيتر ماندلسون، علاوة على الانتقال من تأسيس\إنشاء حزب العمال الجديد وهذا هو and that is the candidate that I am at this election who can best turn the page المرشح الذي أنني في هذه الانتخابات الذين يمكن أن تتحول أفضل الصفحة. وأسترسل ميلباند قائلاً: في حقيقة الأمر، إنني أظُنُ أ\إن معظم أفراد الحكومة سيريدون منا طي تلك الصفحة." و (بعد مرور\وبمرور بضعة\بضع أسابيع، اُنتخبَ ميلباند باعتباره زعيم\زعيمًا لحزب العمال.
وكان رد فعل بعض عائلات الجنود والمجندات الذين قتلوا في العراق، على الكتاب، ردًا ساخطًا، حيثُ أن بلير لن يعتذر لهم عن ذلك الغزو. وصرح بلير في كتابهُ أنهُ "ليس بإمكاني أن أعتذر لقرار الخوض في الحرب، ولكنني أستطيع أن أؤكد أ\إنني لم يبدُر بخاطري ذلك الكابوس الدموي، والفوضى المدمر الذي ظهر للعيان،-والذي هو أيضًا جزء من المسؤولية" وأكد ريج كيز، الأب الذي قُتل ابنه توم في العراق في عام 2003م، بصدد الكتاب، أن الكتاب "ما هو إلا تعبير عن دموع التماسيح التي يذروفها بلير". وأستطرد الأب قائلاً: " إن الدموع التي يدعيها بلير أنه يذروفها، لا تعد شيء إذا تم مُقارنتها بالدموع التي ذرفناها نحنُ؛ أنا وزوجتي على فراق إبننا. فدموع بلير لا تمثل قطرة واحدة إذا تم مُضاهتها بالدموع التي ذرفها عشرات الآلاف من الأسر العراقية على فراق إبنائهم الأحباء. فلا يمكننا القول إن دموع بلير مثل دموعنا. حيثُ تبدو تلك الدموع لي كدموع التماسيح. فما محاولة بلير إلا محاولة ساخرة منهُ ليجعل إرثهُ أقل هجوميًا." وأعلن الناطق باسم الأسر العسكرية ضد الحرب إن تعبير بلير عن الندم على فقدان احياة الأفراد كان "كليةً ليس لهُ معنى." وأسترسل المُتحدثُ قائلاً: "على بلير أن يثبتُ ندمه عن طريق منح المال.

## روابط خارجية
- رحلة على موقع الموسوعة البريطانية (الإنجليزية)